# Janko J. Zadravec
Janko J. Zadravec (Janko Zadravec), slovenski arhitekt, oblikovalec in pedagog, * 1950, Slovenj Gradec.

## Šolanje
Po končani II. gimnaziji v Mariboru je odšel v Ljubljano na študij arhitekture na  Oddelek za arhitekturo FAGG Univerze v Ljubljani . V času študija je bil demonstrator pri prof. Niku Kralju. Diplomiral je leta 1975 pri prof. Edvardu Ravnikarju z diplomsko nalogo Urejanje trga B. Kraigherja v Mariboru & antimodulor. Med študijem se je v ateljeju kiparja prof. SlavkaTihca seznanil z grafičnimi tehnikami in začel tiskati  tudi lastne grafike.

## Arhitekt
Po končanem študiju se je vrnil v Maribor in se zaposlil na Zavodu za urbanizem in nato delal v nekaj projektivnih birojih. Od leta 1989 je samostojni arhitekt s statusom kulturnega delavca. Leta 2002 je  ustanovil arhitekturni biro  Zadravec arhitekti.
Začetno sodelovanje s Slavkom Tihcem je preraslo v dolgoletno skupno načrtovanje arhitekta in kiparja pri umeščanju javnih plastik v okolje (nekaj odmevnih natečajev: Kozara, Gradina - bosanska stran Jasenovca , Titov Veles).
Zadravec je uspešno sodeloval na številnih javnih arhitekturnih natečajih. Po njegovih načrtih so realizirani številni javni objekti.
Razstavljal je na mnogih kolektivnih  in nekaj samostojnih razstavah v Sloveniji in v tujini.
Bil je član natečajnih in strokovnih žirij.
Ne nazadnje je zaslužen za dvig arhitekturne kulture na Štajerskem tudi z uspešnim prizadevanjem za ustanovitev Oddelka za arhitekturo na mariborski univerzi. 

### Oris njegove arhitekture
Kot osnovni izraz, za beleženje razmišljanj in idej ves čas goji in ohranja risbo, v nasprotju z navidezno poudarjeno likovnostjo pa v zapisih in predavanjih poudarja vsebino pred obliko, etiko pred estetiko.
Njegova stavbe odlikuje jasna arhitekturna zasnova, dobra osvetljenost, čistost oblik, premišljeno izbrani barvni poudarki in materiali.
Njegovo glavno področje dela so javne zgradbe. Od tega se je največ in najbolj poglobljeno posvečal šolskim stavbam. Njegovo z najvišjimi strokovnimi priznanji nagrajeno gimnazijo na Ptuju je predstavil na razstavi in v publikaciji, ki so jo kuratorji pomenljivo poimenovali Arhitektura šol - šola arhitekture.
Profesor Aleš Vodopivec je v katalogu k razstavi zapisal, da so njegovi projekti skrajno premišljeni in zavidljivo pametni. V  nadaljevanju pravi: »Zadravčevi projekti kažejo, da je popolnost vedno v enostavnosti. Njegova arhitektura je iskrena: jasna členitev volumnov in programov, logična konstrukcija, pravilna geometrija avtonomnih ploskev, avtentični, skrbno izbrani materiali in predvsem svetloba, ki razodeva notranji prostor. S pomočjo naravne svetlobe, ki čudežno prodira v osrednji volumen stavbe, doseže prisotnost praznega konkretnost trdne stene. Nič odvečnega ni najti v njegovih objektih, nič praznega formalizma, vse je le to kar je. In čeprav se zdi vse tako racionalno in preprosto, pa vseeno učinkuje elegantno in veselo. Bogastvo njegove arhitekture je v nasprotjih: ne le polno - prazno, temveč tudi težko - lahkotno, gladko - grobo, svetlo - temno, naravno - umetno, novo - staro in ne nazadnje, v učinkovitih barvnih kontrastih.«
Še en primer njegovih izjemnih realizacij je stavba Sadjarskega inštituta v Mariboru, kjer je združil najboljše izkušnje sodobne arhitekture s svojim dojemanjem regionalne identitete.

### Izbor del
1994 Srednja tekstilna šola Maribor,
2001 Gimnazija Ptuj,
1993 - 2001 Sadjarski center Maribor,
1999  Večnamenska dvorana v Gorišnici,
2010 Maistrov dvor, poslovno stanovanjski objekt.
Prenove arhitektur drugih avtorjev:
1999 - 2002 Centrala NKBM – arh. Vlado Emeršič,
2002 Uprava TGA Kidričevo, danes Talum – arh. Danilo Fürst,
2017 Bančna stavba iz 1913 –  arh. Fritz Friedriger, Prenova za potrebe Fakultete za gradbeništvo, prometno inženirstvo in arhitekturo Univerze v Mariboru v sodelovanju z arhitektom prof. Urošem Lobnikom.

## Oblikovalec
Oblikovanje notranje opreme stavb, ki jih je projektiral.
Od 1992 do 2012 je redno sodeloval z Umetnostno galerijo Maribor in zanjo oblikoval številne kataloge in postavitve razstav.

### Pomembnejše razstave in katalogi
Ekologija in umetnost 1988, 1992, 1996, 2000, Maks Kavčič, Lujo Vodopivec, Oton Polak, Slavko Tihec, Vlasta Hegedušić, Zmago Jeraj, Fritz Friedringer.

## Pedagog
Od leta 2007 predava predmeta Arhitekturno projektiranje I in Javne stavbe na Oddelku za arhitekturo Fakultete za gradbeništvo, prometno inženirstvo in arhitekturo Univerze v Mariboru, na 1. stopnji predmet Arhitekturno projektiranje I in na 2. stopnji predmet Javne stavbe. Številnim študentom je mentor pri diplomskih in magistrskih nalogah.

## Nagrade in priznanja
- Plečnikova medalja 1996 za Srednjo tekstilno šolo v Mariboru,
- Plečnikova medalja 1999 za Večnamensko dvorano v Gorišnici,
- Slovenski izbor za evropsko arhitekturno nagrado Mies van der Rohe 1999 za kompleks srednjih šol v Mariboru,
- Slovenski izbor za evropsko arhitekturno nagrado Mies van der Rohe 2001 za Gimnazijo Ptuj,
- Plečnikova nagrada 2004 za Gimnazijo Ptuj,
- Zlati svinčnik (Zbornica za arhitekturo in prostor Slovenije) 2005 za Sadjarski center Maribor,
- Nominacija za Plečnikovo nagrado 2005 za prenovo upravne zgradbe Taluma,
- Platinasti svinčnik (Zbornica za arhitekturo in prostor Slovenije) 2006 za opus [11],
- 2017 Plečnikova medalja za prispevek k bogatitvi arhitekturne kulture,
- 2021 Častni član Zbornice za arhitekturo in prostor Slovenije.